# Józef Maciasz
Józef Maciasz (ur. 17 marca 1888 w Łopusznej koło Nowego Targu, zm. 5 maja 1948 tamże) – polski konstruktor i przedsiębiorca ludowy.
Po odbyciu służby w wojsku austriackim (1909–1911) założył (razem z bratem Franciszkiem) w rodzinnej wsi zespół produkcyjny, w którego skład wchodziły: młyn, tartak i folusz, a także dobudowane później: heblarnia, gonciarnia, olejarnia, wiertarka mechaniczna, prasa ręczna do uzyskiwania moszczu i przecieru jabłkowego oraz wędzarnia serów. Część urządzeń (młyn, gonciarki, wiertarki i heblarki) napędzana była energią elektryczną uzyskiwaną z własnej elektrowni wodnej (zapora na potoku Łopuszna i turbina Francisa napędzająca generator prądu elektrycznego).
Tartak i folusz przeniesione zostały do skansenu w Zubrzycy Górnej na Orawie.